# Bensekrane
Bensekrane (în arabă ابن سكران) este o comună din provincia Tlemcen, Algeria.
Populația comunei este de 13.845 de locuitori (2008).